# Hans-Peter Schütt
Hans-Peter Schütt (* 1951, amtlich Hans-Peter Schütt-Groth) war Ordinarius für Philosophie am Karlsruher Institut für Technologie und Prodekan der dortigen Fakultät für Geistes- und Sozialwissenschaften sowie Institutsleiter des Instituts für Philosophie.

## Akademischer Werdegang
Nach dem Abitur am Katharineum zu Lübeck 1969 studierte Schütt an der Universität Hamburg Mathematik, Philosophie und klassische griechische Philologie und schloss mit dem Magister ab. Von 1976 bis 1977 unterrichtete er Mathematik am Hamburger Gymnasium Heidberg in Teilzeit, bevor er am Philosophischen Seminar der Universität Heidelberg als Wissenschaftlicher Angestellter, Lehrbeauftragter und Hochschuldozent bis 1994 forschte und lehrte. Schütt promovierte 1983. Auf die Habilitation 1992 folgten mehrere Lehrstuhlvertretungen und Gastdozentenstellen in Göttingen, Hamburg und Karlsruhe. 1995 wurde er an die Universität Karlsruhe berufen, wo er 2017 emeritiert wurde. Von 1995 bis 2004 war Schütt Studiendekan der Fakultät für Geistes- und Sozialwissenschaften. 1998 und 1999 war er überdies Gastdozent am Philosophischen Seminar der Universität Bern.